# Sanicula tienmuensis
Sanicula tienmuensis är en flockblommig växtart som beskrevs av R.H.Shan och Lincoln Constance. Sanicula tienmuensis ingår i släktet sårläkor, och familjen flockblommiga växter.

## Underarter
Arten delas in i följande underarter:
- S. t. pauciflora
- S. t. tienmuensis